# 曾祿
曾祿（1455年—？），字汝學，廣東惠州府博羅縣人，民籍，明朝政治人物。

## 生平
成化十六年（1480年）庚子科廣東鄉試第七十三名舉人。成化十七年（1481年）中式辛丑科會試第六十名，三甲第九十八名進士。授武義縣知縣。

## 家族
曾祖曾文卿；祖父曾惠康；父曾秉，母前母楊氏；蕭氏；繼母吳氏。具庆下。兄福。弟祺。